# El Raurell (Folgueroles)
El Raurell és una masia del municipi de Folgueroles (Osona) inclosa en l'Inventari del Patrimoni Arquitectònic de Catalunya.

## Descripció
Masia de planta rectangular (11 x 13mts) coberta a dues vessants amb el carener perpendicular a la façana, la qual es troba orientat al SW. Consta de planta baixa i dos pisos. La façana presenta un portal rectangular de pedra i una finestra amb l'ampit motllurat. Al primer pis, dos balcons i una finestra al mig, mentre el segon s'hi obren tres finestres més. Al SE dues finestres amb reixa forjada, quatre finestres amb ampits motllurats al primer pis i quatre al segon. La part NE té dos portalets a la planta, un dels quals és decorat en forma conopial com també ho és una de les finestres del primer pis. És construïda amb pedra basta unida amb morter, a partir de dos metres d'alçada és de tàpia i presenta alguns afegitons de totxo. És arrebossada al damunt i els elements de ressalt són de pedra picada.

## Història
La trobem documentada en el Nomenclàtor de la província de Barcelona de l'any 1860 com a "Alqueria casa de Labor" tot i que les formes constructives, especialment la façana NE denoten dades anteriors de construcció.